# Collyria trichophthalma
Collyria trichophthalma är en stekelart som först beskrevs av Thomson 1877.  Collyria trichophthalma ingår i släktet Collyria och familjen brokparasitsteklar. Arten är reproducerande i Sverige. Inga underarter finns listade i Catalogue of Life.